# Gran Premio de Turquía de Motociclismo de 2006
El Gran Premio de Turquía de Motociclismo de 2006 fue la tercera prueba del Campeonato del Mundo de Motociclismo de 2006. Tuvo lugar en el fin de semana del 28 al 30 de abril de 2006 en el Circuito de Estambul, situado en la ciudad de Estambul, Turquía. La carrera de MotoGP fue ganada por Marco Melandri, seguido de Casey Stoner y Nicky Hayden. Hiroshi Aoyama ganó la prueba de 250cc, por delante de Héctor Barberá y Andrea Dovizioso. La carrera de 125cc fue ganada por Héctor Faubel, Álvaro Bautista fue segundo y Sergio Gadea tercero.

## Resultados MotoGP
| Pos.            | N.º | Piloto             | Constructor | Vueltas | Tiempo/Retirado | Grilla | Puntos |
| --------------- | --- | ------------------ | ----------- | ------- | --------------- | ------ | ------ |
| 1               | 33  | Marco Melandri     | Honda       | 22      | 41:54.065       | 14     | 25     |
| 2               | 27  | Casey Stoner       | Honda       | 22      | +0.200          | 7      | 20     |
| 3               | 69  | Nicky Hayden       | Honda       | 22      | +5.458          | 2      | 16     |
| 4               | 46  | Valentino Rossi    | Yamaha      | 22      | +6.209          | 11     | 13     |
| 5               | 24  | Toni Elías         | Honda       | 22      | +6.587          | 12     | 11     |
| 6               | 65  | Loris Capirossi    | Ducati      | 22      | +16.682         | 4      | 10     |
| 7               | 71  | Chris Vermeulen    | Suzuki      | 22      | +16.777         | 1      | 9      |
| 8               | 56  | Shinya Nakano      | Kawasaki    | 22      | +21.537         | 8      | 8      |
| 9               | 5   | Colin Edwards      | Yamaha      | 22      | +22.847         | 9      | 7      |
| 10              | 6   | Makoto Tamada      | Honda       | 22      | +30.483         | 13     | 6      |
| 11              | 15  | Sete Gibernau      | Ducati      | 22      | +30.543         | 3      | 5      |
| 12              | 17  | Randy de Puniet    | Kawasaki    | 22      | +34.284         | 6      | 4      |
| 13              | 10  | Kenny Roberts, Jr. | KR211V      | 22      | +45.112         | 10     | 3      |
| 14              | 26  | Dani Pedrosa       | Honda       | 22      | +53.525         | 16     | 2      |
| 15              | 7   | Carlos Checa       | Yamaha      | 22      | +59.855         | 15     | 1      |
| 16              | 66  | Alex Hofmann       | Ducati      | 22      | +1:01.241       | 17     |        |
| 17              | 21  | John Hopkins       | Suzuki      | 22      | +1:38.628       | 5      |        |
| 18              | 77  | James Ellison      | Yamaha      | 21      | +1 lap          | 19     |        |
| NC              | 30  | José Luis Cardoso  | Ducati      | 15      | +7 laps         | 18     |        |
| Reporte Oficial |     |                    |             |         |                 |        |        |

## Resultados 250cc
| Pos.            | N.º | Piloto            | Constructor | Vueltas | Tiempo/Retirado | Grilla | Puntos |
| --------------- | --- | ----------------- | ----------- | ------- | --------------- | ------ | ------ |
| 1               | 4   | Hiroshi Aoyama    | KTM         | 20      | 40:02.376       | 6      | 25     |
| 2               | 80  | Héctor Barberá    | Aprilia     | 20      | +0.401          | 5      | 20     |
| 3               | 34  | Andrea Dovizioso  | Honda       | 20      | +0.467          | 3      | 16     |
| 4               | 15  | Roberto Locatelli | Aprilia     | 20      | +0.641          | 13     | 13     |
| 5               | 55  | Yuki Takahashi    | Honda       | 20      | +2.555          | 4      | 11     |
| 6               | 50  | Sylvain Guintoli  | Aprilia     | 20      | +10.554         | 8      | 10     |
| 7               | 96  | Jakub Smrž        | Aprilia     | 20      | +12.534         | 10     | 9      |
| 8               | 25  | Alex Baldolini    | Aprilia     | 20      | +16.887         | 16     | 8      |
| 9               | 14  | Anthony West      | Aprilia     | 20      | +17.348         | 12     | 7      |
| 10              | 19  | Sebastián Porto   | Honda       | 20      | +20.910         | 9      | 6      |
| 11              | 58  | Marco Simoncelli  | Gilera      | 20      | +28.425         | 7      | 5      |
| 12              | 7   | Alex de Angelis   | Aprilia     | 20      | +35.956         | 2      | 4      |
| 13              | 36  | Martín Cárdenas   | Honda       | 20      | +48.291         | 22     | 3      |
| 14              | 28  | Dirk Heidolf      | Aprilia     | 20      | +1:00.604       | 15     | 2      |
| 15              | 54  | Manuel Poggiali   | KTM         | 20      | +1:03.888       | 18     | 1      |
| 16              | 16  | Jules Cluzel      | Aprilia     | 20      | +1:09.340       | 19     |        |
| 17              | 24  | Jordi Carchano    | Honda       | 20      | +1:38.360       | 25     |        |
| 18              | 22  | Luca Morelli      | Aprilia     | 20      | +1:59.179       | 23     |        |
| 19              | 40  | Sinan Sofuoğlu    | Honda       | 19      | +1 lap          | 26     |        |
| Ret             | 21  | Arnaud Vincent    | Honda       | 8       | Accident        | 11     |        |
| Ret             | 57  | Chaz Davies       | Aprilia     | 8       | Retirement      | 20     |        |
| Ret             | 23  | Arturo Tizón      | Honda       | 7       | Retirement      | 21     |        |
| Ret             | 73  | Shuhei Aoyama     | Honda       | 1       | Retirement      | 14     |        |
| Ret             | 41  | Michele Danese    | Aprilia     | 0       | Accident        | 24     |        |
| Ret             | 48  | Jorge Lorenzo     | Aprilia     | 0       | Accident        | 1      |        |
| Ret             | 8   | Andrea Ballerini  | Aprilia     | 0       | Accident        | 17     |        |
| Ret             | 85  | Alessio Palumbo   | Aprilia     | 0       | Accident        | 27     |        |
| Reporte Oficial |     |                   |             |         |                 |        |        |

## Resultados 125cc
| Pos.            | N.º | Piloto                   | Constructor | Vueltas | Tiempo/Retirado | Grilla | Puntos |
| --------------- | --- | ------------------------ | ----------- | ------- | --------------- | ------ | ------ |
| 1               | 55  | Héctor Faubel            | Aprilia     | 19      | 39:30.095       | 4      | 25     |
| 2               | 19  | Álvaro Bautista          | Aprilia     | 19      | +0.243          | 1      | 20     |
| 3               | 33  | Sergio Gadea             | Aprilia     | 19      | +7.240          | 16     | 16     |
| 4               | 24  | Simone Corsi             | Gilera      | 19      | +8.340          | 3      | 13     |
| 5               | 6   | Joan Olivé               | Aprilia     | 19      | +9.127          | 9      | 11     |
| 6               | 14  | Gábor Talmácsi           | Honda       | 19      | +10.749         | 6      | 10     |
| 7               | 52  | Lukáš Pešek              | Derbi       | 19      | +18.258         | 10     | 9      |
| 8               | 8   | Lorenzo Zanetti          | Aprilia     | 19      | +22.800         | 12     | 8      |
| 9               | 71  | Tomoyoshi Koyama         | Malaguti    | 19      | +23.224         | 20     | 7      |
| 10              | 10  | Ángel Rodríguez Campillo | Aprilia     | 19      | +23.240         | 14     | 6      |
| 11              | 60  | Julián Simón             | KTM         | 19      | +23.521         | 7      | 5      |
| 12              | 1   | Thomas Lüthi             | Honda       | 19      | +23.639         | 11     | 4      |
| 13              | 32  | Fabrizio Lai             | Honda       | 19      | +23.656         | 13     | 3      |
| 14              | 22  | Pablo Nieto              | Aprilia     | 19      | +23.716         | 8      | 2      |
| 15              | 29  | Andrea Iannone           | Aprilia     | 19      | +36.240         | 18     | 1      |
| 16              | 11  | Sandro Cortese           | Honda       | 19      | +36.311         | 22     |        |
| 17              | 75  | Mattia Pasini            | Aprilia     | 19      | +42.922         | 2      |        |
| 18              | 43  | Manuel Hernández         | Aprilia     | 19      | +43.248         | 24     |        |
| 19              | 17  | Stefan Bradl             | KTM         | 19      | +55.975         | 29     |        |
| 20              | 7   | Alexis Masbou            | Malaguti    | 19      | +56.027         | 25     |        |
| 21              | 41  | Aleix Espargaró          | Honda       | 19      | +56.352         | 30     |        |
| 22              | 44  | Karel Abraham            | Aprilia     | 19      | +56.753         | 32     |        |
| 23              | 16  | Michele Conti            | Honda       | 19      | +57.435         | 33     |        |
| 24              | 35  | Raffaele De Rosa         | Aprilia     | 19      | +59.703         | 19     |        |
| 25              | 21  | Mateo Túnez              | Aprilia     | 19      | +59.842         | 34     |        |
| 26              | 9   | Michael Ranseder         | KTM         | 19      | +1:00.567       | 31     |        |
| 27              | 18  | Nicolás Terol            | Derbi       | 19      | +1:00.793       | 21     |        |
| 28              | 23  | Lorenzo Baroni           | Honda       | 19      | +1:09.219       | 27     |        |
| 29              | 45  | Imre Tóth                | Aprilia     | 19      | +1:20.747       | 23     |        |
| 30              | 53  | Simone Grotzkyj          | Aprilia     | 19      | +1:22.635       | 35     |        |
| 31              | 20  | Roberto Tamburini        | Aprilia     | 19      | +1:28.342       | 39     |        |
| 32              | 26  | Vincent Braillard        | Aprilia     | 19      | +1:29.066       | 36     |        |
| 33              | 13  | Dino Lombardi            | Aprilia     | 19      | +1:33.910       | 38     |        |
| 34              | 37  | Joey Litjens             | Honda       | 19      | +1:34.580       | 37     |        |
| 35              | 12  | Federico Sandi           | Aprilia     | 19      | +1:42.683       | 17     |        |
| Ret             | 36  | Mika Kallio              | KTM         | 16      | Retirement      | 5      |        |
| Ret             | 38  | Bradley Smith            | Honda       | 12      | Accident        | 26     |        |
| Ret             | 63  | Mike Di Meglio           | Honda       | 10      | Accident        | 15     |        |
| Ret             | 15  | Michele Pirro            | Aprilia     | 3       | Retirement      | 28     |        |
| DNQ             | 81  | Robert Mureșan           | Aprilia     |         | Did not qualify |        |        |
| Reporte Oficial |     |                          |             |         |                 |        |        |